# Slavitza Jovan
Slavitza Jovan est une actrice serbe, née le 28 décembre 1954.

## Biographie
Elle est notamment connue pour avoir interprété Gozer, l'antagoniste du film SOS Fantômes.
Elle parle bien anglais.

## Filmographie
- 1980 : Skag
- 1984 : SOS Fantômes
- 1984 : Body Double
- 1988 : Tapeheads
- 1990 : The Judas Project
- 1991 : Gabriel Bird
- 1993 : Le Juge de la nuit
- 1997 : Stir
- 1999 : La Maison de l'horreur
- 2015 : Knight of Cups